# 文殊塔
文殊塔，位于山西省太原市清徐县马峪乡碾底村北的龙林山梵宇寺北侧山岗，已列为山西省文物保护单位。

## 历史
文殊塔由凝之建于唐德宗贞元十三年(797)，10个月建成。1994年修葺。

## 建筑
文殊塔为石砌二层方形佛塔，坐北朝南，高11米。占地面积101平方米，沙岩叠砌。塔身向东严重倾斜，塔刹已毁。

## 保护
2000年9月21日，文殊塔由太原市人民政府公布为第二批太原市文物保护单位。2016年6月6日，文殊塔由山西省人民政府公布为第五批山西省文物保护单位，编号5-20。